# Crawfordville
Crawfordville – miasto w Stanach Zjednoczonych, w stanie Georgia, siedziba administracyjna hrabstwa Taliaferro.